# Centulle IV de Béarn
Pour les articles homonymes, voir Centulle.
Centulle IV, surnommé le Vieux, fut vicomte de Béarn de 1022 jusqu'à sa mort en 1058.

## Biographie
À la mort de son père Gaston II, Centulle IV étant mineur, une régence fut instaurée jusqu'en 1022, date à laquelle il accèda de plein droit au titre de vicomte.

Il s'attacha à maintenir de bonnes relations avec l'église catholique. En 1022, il fonda le monastère de l'abbaye de Saint-Pé-de-Bigorre, à la frontière entre Béarn et Bigorre.
Il accrut la puissance du Béarn en incorporant à son territoire la vicomté d'Oloron voisine apparemment en épousant Angèle de Gascogne, vicomtesse d'Oloron, fille et héritière de Aner II Loup de Gascogne, vicomte d'Oloron.
Il semble qu'il ait associé au trône son fils Gaston, mort approximativement en 1045. Il combattit les vicomtes voisins de Dax et de Soule, et fit tuer le vicomte de Dax, Arnaud II, en 1050.
Il mourut en 1058, dans une embuscade tendue par les troupes souletines. Son petit-fils Centulle V lui succéda.

## Descendance
Il eut trois fils d'Angèle de Gascogne, vicomtesse d'Oloron :
- Gaston III, associé au trône ;
- Raimond Centulle ;
- Auriol Centulle, seigneur de Clarac, Igon, Baudreix, Boeil et Auga.

## Source
- Pierre Tucoo-Chala, Quand l'Islam était aux portes des Pyrénées : de Gaston IV le Croisé à la croisade des Albigeois, Biarritz, J&D Editions, Biarritz, 1994, 285 p. (ISBN 2-84127-022-X)